# Šafář
Šafář (z německého Schaffer nebo Schaffner k schaffen 'obstarat, dokázat') je stará vedoucí funkce na zemědělském hospodářství vrchnostenského panství. Pojem se používal od počátku 16. století. Šafář byl správcem panského dvora, nadřízeným čeledi, které bývalo podle velikosti hospodářství nejčastěji 5-20 osob, a starala se převážně o ustájený dobytek (ovčáci, skotáci, sviňáci, pacholci, děvečky). Šafář rozděloval práce a dozíral na její průběh, zodpovídal vrchnosti za chod celého dvora a v neposlední řadě rozděloval na polích, příslušejícím ke dvoru, práci poddaným z daného panství, kteří měli na panské půdě robotní povinnost.
Funkce šafářů zanikla po roce 1848 se zrušením poddanství v Rakousku.